# 7 mai en sport
7 avril 7 juin
Chronologies thématiques
- Croisades
- Ferroviaires
- Disney

Le 7 mai (127e jour de l'année ou 128e en cas d'année bissextile) en sport.

## Événements

### XIXesiècle
- 1881 :
  - (Football) : première rencontre internationale entre l'Angleterre et l'Écosse, à Edimbourg. La même année, de nombreux matchs féminins s'attirent les critiques de la presse[1].
- 1892 :
  - (Football) : Dumbarton FC conserve le titre de champion d’Écosse.
- 1899 :
  - (Football) : première finale de la Coupe de Hollande, le RAP Amsterdam s’impose 1-0 face au HVV La Haye.

### XXesièclede1901à1950
- 1916 :
  - (Football) : Athletic Bilbao remporte la finale de la Coupe d'Espagne face au Madrid FC, 4-0.
- 1922 :
  - (Football) : le Red Star remporte la Coupe de France en s'imposant 2-0 face au Stade rennais.
- 1933 :
  - (Football) : l'Excelsior Athlétic Club de Roubaix remporte la Coupe de France en s'imposant 3-1 face au Racing Club de Roubaix. C'est la seule finale de l'histoire de la Coupe à mettre aux prises deux clubs de la même ville de province.
  - (Rugby à XV) : le Lyon OU remporte la finale du championnat de France 10-3 face au RC Narbonne.
  - (Sport automobile) : l'Italien Achille Varzi, sur une Bugatti remporte le Grand Prix automobile de Tripoli qui se déroulait sur le Circuit de la Mellaha.
- 1944
  - (Football) : l'Équipe fédérale Nancy-Lorraine remporte la Coupe de France en s'imposant 4-0 face à l'Équipe fédérale Reims-Champagne.
  - (Rugby à XV) : en finale de la Coupe de France de rugby à XV, Toulouse OEC s'impose 19-3 face au Stade bordelais.

### XXesièclede1951à2000
- 1967 :
  - (Sport automobile /Formule 1) : au Grand Prix automobile de Monaco couru sur le circuit de Monaco, victoire du Néo-Zélandais Denny Hulme sur une Brabham-Repco.
- 1977 :
  - (Sport automobile /Rallye automobile) : arrivée du Rallye de Nouvelle-Zélande et victoire de l'Italien Fulvio Bacchelli et de son copilote Francesco Rossetti.
- 1978 :
  - (Sport automobile /Formule 1) : au Grand Prix automobile de Monaco couru sur le circuit de Monaco, victoire du Français Patrick Depailler sur une Tyrrell-Ford.
- 1986 :
  - (Football) : le Steaua Bucarest remporte la finale de la Coupe d'Europe des champions européens face au FC Barcelone, 0-0 aux tirs au but.
- 1989 :
  - (Sport automobile /Formule 1) : au Grand Prix automobile de Monaco couru sur le circuit de Monaco, victoire du Brésilien Ayrton Senna sur une McLaren-Honda.
- 1994 :
  - (Football) : le Bayern de Munich devient champion d’Allemagne.
- 2000
  - (Sport automobile /Formule 1) : au Grand Prix automobile d'Espagne couru sur le circuit de Catalogne, victoire du Finlandais Mika Häkkinen sur une McLaren-Mercedes.
  - (Football) : le FC Nantes remporte la Coupe de France en s'imposant 2-1 face au Calais RUFC.

### XXIesiècle
- 2006 :
  - (Football) : le club anglais d'Arsenal fait ses adieux à son stade d'Highbury, qui accueillait les rencontres des Gunners depuis 1913.
  - (Sport automobile /Sport automobile) : le Français Franck Montagny dispute son premier Grand Prix au sein de l'équipe japonaise Super Aguri F1 lors du Grand Prix d'Europe, disputé sur le Nürburgring (Allemagne), remporté par Michael Schumacher sur une Ferrari.
- 2010 :
  - (Hockey sur glace) : le championnat du monde 2010 débute en Allemagne avec le match opposant les États-Unis à l'Allemagne à la Veltins-Arena de Gelsenkirchen.
- 2014 :
  - (Football /Ligue 2) : pour la 1re fois en France, une femme est choisie pour diriger une équipe de Ligue 2. La Portugaise Helena Costa entraînera le club de Clermont-Ferrand la saison prochaine.
  - (Football /Ligue 1) : avant même d'avoir joué contre Rennes, le club de la capitale vient d'être sacré champion de France de Ligue 1 pour la 4e fois de son histoire.
- 2016 :
  - (Football /Bundesliga) : le Bayern Munich est champion d’Allemagne. Victorieux 2-1 à Ingolstadt, les Bavarois s’offrent leur 26e titre.
  - (Volley-ball) :
    - (Championnat de France masculin) : Paris devient champion de France de volley-ball en battant Sète 3 à 0 (25-20, 28-26, 25-23) en finale au Stade Pierre-de-Coubertin. C'est le neuvième sacre du Paris Volley.
    - (Championnat de France féminin) : Tremblement de terre en volley féminin. Vainqueur contre Cannes lors de la finale de la Ligue A, Saint-Raphaël est champion de France. Les Varoises l'emportent en cinq manches (27-25, 26-24, 23-25, 21-25, 15-9) et mettent par conséquent fin à l'hégémonie cannoise qui étaient championnes depuis 1998, soit il y a plus de dix-huit ans.
- 2022 :
  - (football /Coupe de France) : Après 21 ans sans trophées, le FC Nantes remporte la Coupe de France en s'imposant 1-0 face à l'OGC Nice.
- 2023 :
  - (Judo /Mondiaux) : début de la 40e édition des Championnats du monde de judo qui ont lieu à Doha au Qatar jusqu'au 14 mai 2023. Chez les femmes, victoire de la Japonaise Natsumi Tsunoda en -48kg et chez les hommes, c'est l'Espagnol Francisco Garrigós qui est sacré en -60kg.

## Naissances

### XIXesiècle
- 1856 :
  - William McBeath, footballeur écossais. († 15 juillet 1917).
- 1875 :
  - William Hoyt, athlète de sauts américain. Champion olympique du saut à la perche aux Jeux d'Athènes 1896. († 11 décembre 1954).
- 1881 :
  - Paul Koechlin, industriel, pilote d'avion et de courses automobile français. Vainqueur de Paris-Bordeaux-Paris. († 17 août 1916).
- 1882 :
  - Alfred Verdyck, footballeur puis entraîneur belge. (1 sélection en équipe nationale). († 30 juillet 1964).
- 1893 :
  - Frank J. Selke, dirigeant de hockey sur glace canadien. Directeur de la LNH de 1929 à 1964. († 3 juillet 1985).
- 1896 :
  - Kitty McKane, joueuse de tennis britannique. Championne olympique du double dames, médaillée d'argent du double mixte et de bronze du simple dames aux Jeux d'Anvers 1920 puis médaillée d'argent du double dames et de bronze du simple dames aux Jeux de Paris 1924. Victorieuse des tournois de Wimbledon 1924 et 1926. († 19 juin 1992).

### XXesièclede1901à1950
- 1914 :
  - Andreas Kupfer, footballeur allemand. (44 sélections en équipe nationale). († 30 avril 2001).
- 1929 :
  - Dick Williams, joueur de baseball puis directeur sportif américain. († 7 juillet 2011).
- 1933 :
  - Johnny Unitas, joueur de foot U.S. américain. († 11 septembre 2002).
- 1936 :
  - Tony O'Reilly, Joueur de rugby à XV irlandais. († 18 mai 2024).
- 1937 :
  - Claude Raymond, joueur de baseball canadien.
- 1940 :
  - Dave Chambers, entraîneur de hockey sur glace canadien.
- 1948 :
  - Michel Dubois,  pilote de courses automobile français. († 8 septembre 2006).

### XXesièclede1951à2000
- 1952 :
  - Stanley Dickens, pilote de courses automobile d'endurance suédois. Vainqueur des 24 Heures du Mans 1989.
- 1962 :
  - Tony Campbell, basketteur américain.
- 1964 :
  - Dominique Brun, judokate française. championne du monde de judo en 1986 à Maastricht (Pays-Bas), et médaille de bronze aux championnats du monde de 1987 à Essen. Médaille d'argent de l'épreuve de démonstration de judo féminin des Jeux olympiques de Séoul en 1988.
- 1966 :
  - Andrea Tafi, cycliste sur route italien. Vainqueur du Tour de Lombardie 1996, de Paris-Roubaix 1999 et du Tour des Flandres 2002.
- 1969 :
  - Katerina Maleeva, joueuse de tennis bulgare.
- 1972 :
  - Peter Dubovský, footballeur tchécoslovaque puis slovaque. (14 sélections avec l'équipe de Tchécoslovaquie et 33 avec l'équipe de Slovaquie). († 23 juin 2000).
- 1973 :
  - Paolo Savoldelli, cycliste sur route italien. Vainqueur du Tour d'Italie 2002 et 2005, du Tour de Romandie 2000.
- 1975 :
  - Roxana Maracineanu, nageuse puis consultante TV et ensuite femme politique française. Médaillée d'argent du 200 m dos aux Jeux de Sydney 2000. Championne du monde de natation du 200 m dos 1998. Champion d'Europe de natation du 200 m 1999. Ministre des Sports depuis 2018.
- 1976 :
  - Thomas Biagi, pilote de courses automobile italien.
  - Calvin Booth, basketteur américain.
  - Andrea Lo Cicero, joueur de rugby à XV italien. (103 sélections en équipe nationale).
- 1977 :
  - Marko Milič, basketteur slovène. (59 sélections en équipe nationale).
- 1978 :
  - Shawn Marion, basketteur américain. Médaillé de bronze aux Jeux d'Athènes 2004. (14 sélections en équipe nationale).
- 1979 :
  - D. J. Harrison, basketteur américain.
  - Élodie Lussac, gymnaste française.
- 1981 :
  - Vincent Clerc, joueur de rugby à XV français. Vainqueur des Grands chelems 2004 et 2010, du Tournoi des six nations 2007, des Coupes d'Europe de rugby à XV 2003, 2005 et 2010. (67 sélections en équipe de France).
  - Tim Connolly, hockeyeur sur glace américain.
- 1982 :
  - Ben Broster, joueur de rugby à XV gallois. (2 sélections en équipe nationale).
- 1983 :
  - Aleksandr Legkov, fondeur russe.
- 1984 :
  - Kim Gaucher, basketteur canadienne. (88 sélections en équipe nationale).
  - James Loney, joueur de baseball américain.
  - Alex Smith, joueur de foot U.S. américain.
  - Killian Walbrou, Pilote de vol à voile français. Champion du monde de vol à voile à 18 m 2017.
- 1985 :
  - Mikhail Ignatiev, cycliste sur route et sur piste russe. Champion olympique de la course aux points aux Jeux d'Athènes 2004 puis médaillé de bronze de l'américaine aux Jeux de Pékin 2008.
- 1986 :
  - Anton Khoudobine, hockeyeur sur glace russo-kazakh.
  - Nate Prosser, hockeyeur sur glace américain.
- 1987 :
  - Pierre Ducasse, footballeur français.
  - Serge Gakpé, footballeur franco-togolais. (47 sélections en équipe du Togo).
  - Jérémy Ménez, footballeur français. (24 sélections en équipe de France).
  - David Schlemko, hockeyeur sur glace canadien.
- 1988 :
  - Andreea Chițu, judokate roumaine. Championne d'Europe de judo des -52 kg 2012 et 2015.
  - Johann Carrasso, footballeur français.
  - Alex Goode, joueur de rugby à XV anglais. Vainqueur du Grand Chelem 20216, des Coupes d'Europe 2016, 2017 et 2019. (21 sélections en équipe nationale).
  - Jana Franziska Poll, volleyeuse allemande. Victorieuse de la Challenge Cup féminine 2018. (60 sélections en équipe nationale).
- 1989 :
  - Marijan Antolović, footballeur croate.
  - Hassan Chahdi, athlète de fond français.
  - Michael Stockton, basketteur américain.
  - Earl Thomas, joueur de foot U.S. américain.
- 1990 :
  - Romero Osby, basketteur américain.
- 1991 :
  - Mercy Cherono, athlète de fond kényane.
- 1992 :
  - Ryan Harrison, joueur de tennis américain.
  - Tyler Johnson, basketteur américain.
- 1993 :
  - Amile Jefferson, basketteur américain.
  - Nicolae Stanciu, footballeur roumain. (30 sélections en équipe nationale).
  - Ajla Tomljanović, joueuse de tennis croate puis australienne.
- 1994 :
  - Josh Anderson, hockeyeur sur glace canadien.
- 1995 : 
  - Seko Fofana, footballeur international ivoirien.
- 1996 :
  - Ingrid de Oliveira, plongeuse brésilienne.
- 1997 :
  - Daria Kasatkina, joueuse de tennis russe.
  - Youri Tielemans, footballeur belge. (20 sélections en équipe nationale).
- 1999 :
  - Yves Pons, basketteur franco-haïtien. (2 sélections avec l'équipe de France).
  - Cody Gakpo, footballeur néerlandais
- 2000 :
  - Joris Moura, joueur de rugby à XV franco-portugais. (1 sélection avec l'équipe du Portugal).
  - Gabriel Pereira, footballeur brésilien.
  - Ibrahim Sadiq, footballeur ghanéen.

### XXIesiècle
- 2001 :
  - Dejan Zukić, footballeur serbe.
- 2003 :
  - Line Burquier, cycliste de cyclo-cross et de VTT cross-country française. Championne du monde de VTT du relais 2021.
- 2005 :
  - Jean-Mattéo Bahoya, footballeur franco-camerounais.

## Décès

### XXesièclede1901à1950
- 1906 :
  - Lemaître, 40 ou 41 ans, pilote automobile français. (° ? 1865).

### XXesièclede1951à2000
- 1964 :
  - Axel Norling, 80 ans, gymnaste suédois. Champion olympique du concours par équipes aux Jeux de Londres 1908 puis champion olympique du système suédois par équipes aux Jeux de Stockholm 1912. (° 16 avril 1884).
- 1967 :
  - Erik Wallerius, 89 ans, skipper suédois. Médaillé d'argent du 8 mètres aux Jeux de Londres 1908 puis champion olympique du 10 mètres aux Jeux de Stockholm 19012. (° 16 avril 1878).
- 1968 :
  - Mike Spence, 31 ans, pilote de F1 et de courses d'endurance britannique. (° 30 décembre 1936).
- 1995 :
  - Alice Beuns, 94 ans, athlète de sprint et de haies français. (° 5 février 1901).

### XXIesiècle
- 2004 :
  - Joseph Crespo, 79 ans, joueur de rugby à XV et à XIII français. Vainqueur des Coupes d'Europe des nations de rugby à XIII 1949, 1951 et 1952. (28 sélections avec l'équipe de France de rugby à XIII). (° 1er janvier 1925).
- 2007 :
  - Diego Corrales, 29 ans, boxeur américain. Champion du monde poids super-plumes de 1999 à 2000 et en 2004 puis champion du monde poids légers de 2004 à 2006. (° 25 octobre 1977).
- 2011 :
  - Severiano Ballesteros, 54 ans, golfeur espagnol. Vainqueur des Open britannique 1979, 1984 et 1988, des Masters 1980 et 1983. (° 9 avril 1957).
- 2012 :
  - Jules Bocandé, 53 ans, footballeur puis entraîneur sénégalais. (73 sélections en équipe nationale). (° 25 novembre 1958).
- 2022 :
  - Antón Arieta, 76 ans, footballeur espagnol. (7 sélections en équipe nationale). (° 6 janvier 1946).